# Štitáre
Štitáre est un village de Slovaquie situé dans la région de Nitra.

## Démographie

### Évolution de la population
| Année:               | 1994. | 2004. | 2014.    | 2024.    |
| -------------------- | ----- | ----- | -------- | -------- |
| Nombre de personnes: | 0     | 619   | 797      | 1263     |
| Différence:          |       | –     | +28,75 % | +58,46 % |

| Année:               | 2023. | 2024.   |
| -------------------- | ----- | ------- |
| Nombre de personnes: | 1234  | 1263    |
| Différence:          |       | +2,35 % |